# Мир (Земля)

Карта Земли, полученная при помощи съёмки со спутника

Ми́ром в узком смысле (в отличие от Вселенной) называется планета Земля с антропоцентрической, человеческой точки зрения, как сообщество людей («государства мира», «страны мира», «регионы мира», «карта мира» и так далее).
Слово «мир» используется некоторыми для описания человеческой истории и опыта («всемирная история», «крупнейший в мире»), в то время как название «Земля» используется в физическом смысле и для отличия от других планет. Слово «мир», «мировой» противопоставляет глобальную (общечеловеческую) перспективу социальной, региональной и тому подобное частной точке зрения; ср. мировое сообщество, международная арена. Употребляется для более узких сообществ, подчёркивая их сложность, самодостаточность и своеобразие; ср. для культурных сообществ Pax Romana, китайский мир, в переносном смысле — мир моды, мир мебели, литературный мир, в мире животных.
Слово «мир» применимо метафорически и к системам за пределами Земли, особенно в научно-фантастическом контексте, например: обитаемые миры.
В русском языке в этом употреблении мир часто имеет синоним свет; части света, наибольший на свете, на том свете (в загробном мире), Новый Свет и так далее.